# Wells-Creek-Krater
Koordinaten: 36° 22′ 40″ N, 87° 39′ 30″ W

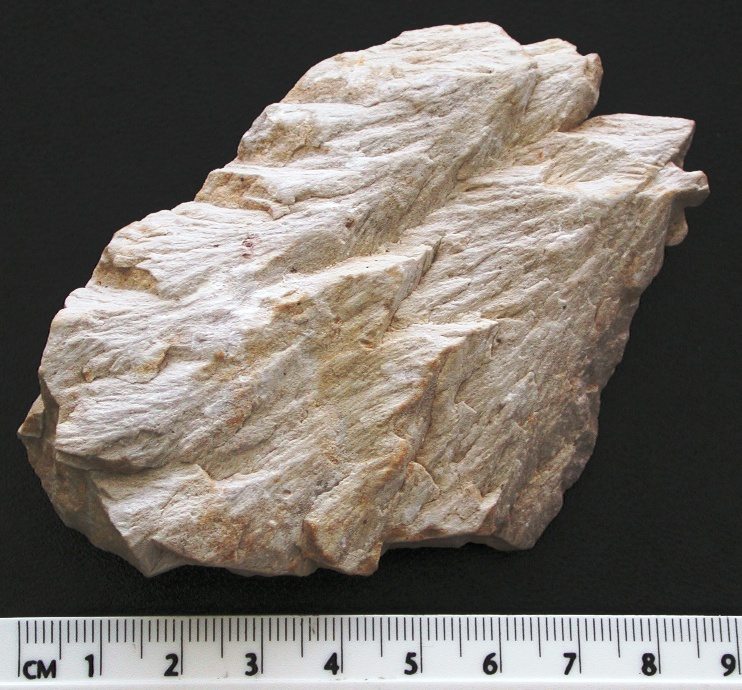
Strahlenkegel in feinkörnigem Dolomit vom Wells Creek Krater

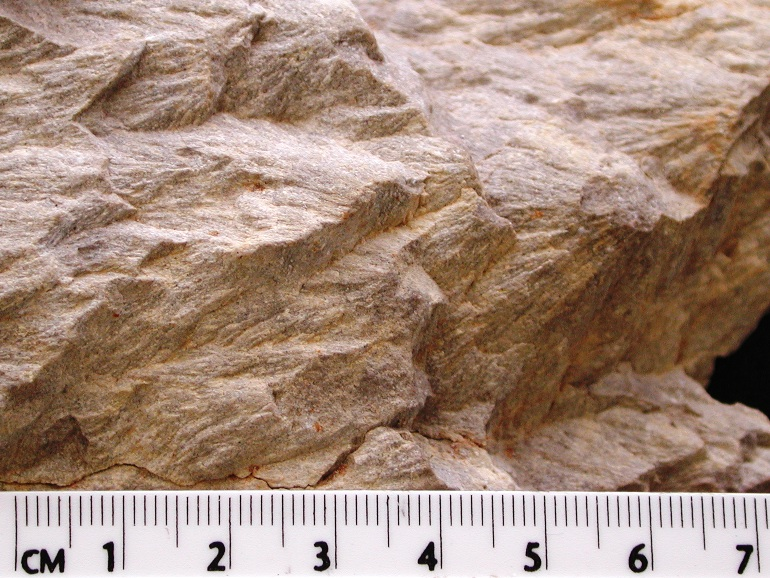
Nahaufnahme von Strahlenkegeln vom Wells Creek Krater

Der Wells-Creek-Krater ist ein Einschlagkrater im US-Bundesstaat Tennessee.
Der Durchmesser des Kraters beträgt zwölf Kilometer, sein Alter wird auf etwa 200 Millionen Jahre geschätzt, das Einschlagereignis fand also im Erdzeitalter des Jura statt. Von der Erdoberfläche ist der Krater sichtbar.
Im Zentrum des Kraters finden sich die feinsten Strahlenkegel der Welt, viele wurden gesammelt und werden weltweit ausgestellt.